# 蛇夫座U
蛇夫座U，又名BD+01 3408，HD 156247、SAO 122226、HR 6414，是蛇夫座的一颗恒星，视星等为5.88，位于銀經22.73，銀緯21.57，其B1900.0坐标为赤經17h 11m 27.2s，赤緯+1° 21.57′ 19″。